# Шин Ультрамен
«Шин Ультрамен» (яп. シン・ウルトラマン, Шін Урутораман) — японський кьодай хіро-кайдзю-фільм, створений спільно кінокомпаніями Toho, Tsuburaya Productions і Khara. Фільм є сучасною кіноінтерпретацією токусацу-серіалу «Ультрамен» 1966 року Ейдзі Цубураї. Режисером фільму є Шіндзі Хігучі, а продюсером та сценаристом — Хідеакі Анно. Вони разом вже працювали над фільмом «Шин Ґодзілла». Прем'єра фільму у Японії повинна була відбутися влітку 2021 року, поки не було оголошено, що через пандемію COVID-19 дата виходу залишається невизначеною. Пізніше реліз був перенесений на 13 травня 2022 року. Фільм присвячений 55-річчю Ультрамена та «Ультра Серії» загалом.

## Кайдзю
- Ультрамен
- Неронґа
- Ґабора

## В ролях
| Актор              | Роль                                             |
| ------------------ | ------------------------------------------------ |
| Такумі Сайто       | людина, яка зливається в одне ціле з Ультраменом |
| Масамі Нагасава    |                                                  |
| Хідетоші Нішідзіма |                                                  |
| Дайкі Аріока       |                                                  |
| Акарі Хаямі        |                                                  |
| Тецуші Танака      |                                                  |
| Коджі Ямамото      |                                                  |
| Ріо Івамацу        |                                                  |
| Кюсаку Шимада      |                                                  |
| Тору Масуока       |                                                  |
| Кенші Нагацука     |                                                  |
| Хадзіме Ямазакі    |                                                  |
| Соко Вада          |                                                  |

Такумі Сайто розповів, що згадує, як грався фігурками з персонажами «Ультра Серії», і як його батько працював на виробництві «Ультрамена Таро».

## Виробництво
Про виробництво фільму вперше було анонсовано у серпні 2019 року. Було оголошено, що у виробництві фільму беруть участь Хідеакі Анно та Шіндзі Хігучі. Також були оголошені перші три актори. Інші члени акторського складу були названі у вересні того ж року.
У листопаді 2020 року датою виходу фільму було назване літо 2021 року. Трейлер та перші два плакати фільму були показані 28 січня 2021 року.

### Дизайн Ультрамена
У 2019 році, на Tsubucon, був показаний дизайн Ультрамена, головного героя фільму. Він заснований на картині Тола Наріти 1983 року під назвою «Втілення правди, справедливості та краси» (яп. 真実と正義と美の化身, Сінджіцу до Сейгі до Бі но Кешіна), на якій зображений Ультрамен. Дане втілення персонажа характеризується тим, що у нього немає кольорового таймера — пристрою, який сповіщав Ультрамена про нестачу сили через довге перебування (приблизно 3 хвилини) в атмосфері Землі після перетворення. Редизайн був проведений тому, що Хідеакі Анно бажав повторити оригінальний дизайн Ультрамена від Тола Нагіти. Анно вже режисерував неофіційний фільм «Повернення Ультрамена» (1983), коли був студентом.
Статуя нового Ультрамена в позі Спейсіум Бім (Космічний Промінь) була виставлена в Сукаґава, Фукусіма, де народився Ейдзі Цубурая.